# Галицийские немцы
Галицийские немцы — поселенцы немецкого происхождения в Галиции в Габсбургской монархии с 1774 года и во Второй Польской республике с 1919 по 1939 год.

## История

### Первое поселение в Королевстве Польском
Около 1750 года князь Станислав Понятовский поселил в Залещиках силезских ткачей.

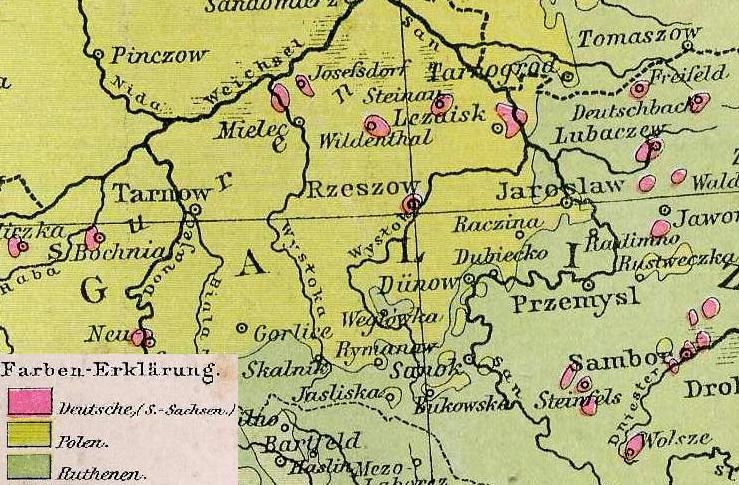
Галицко-германские острова, карта 1880 г.

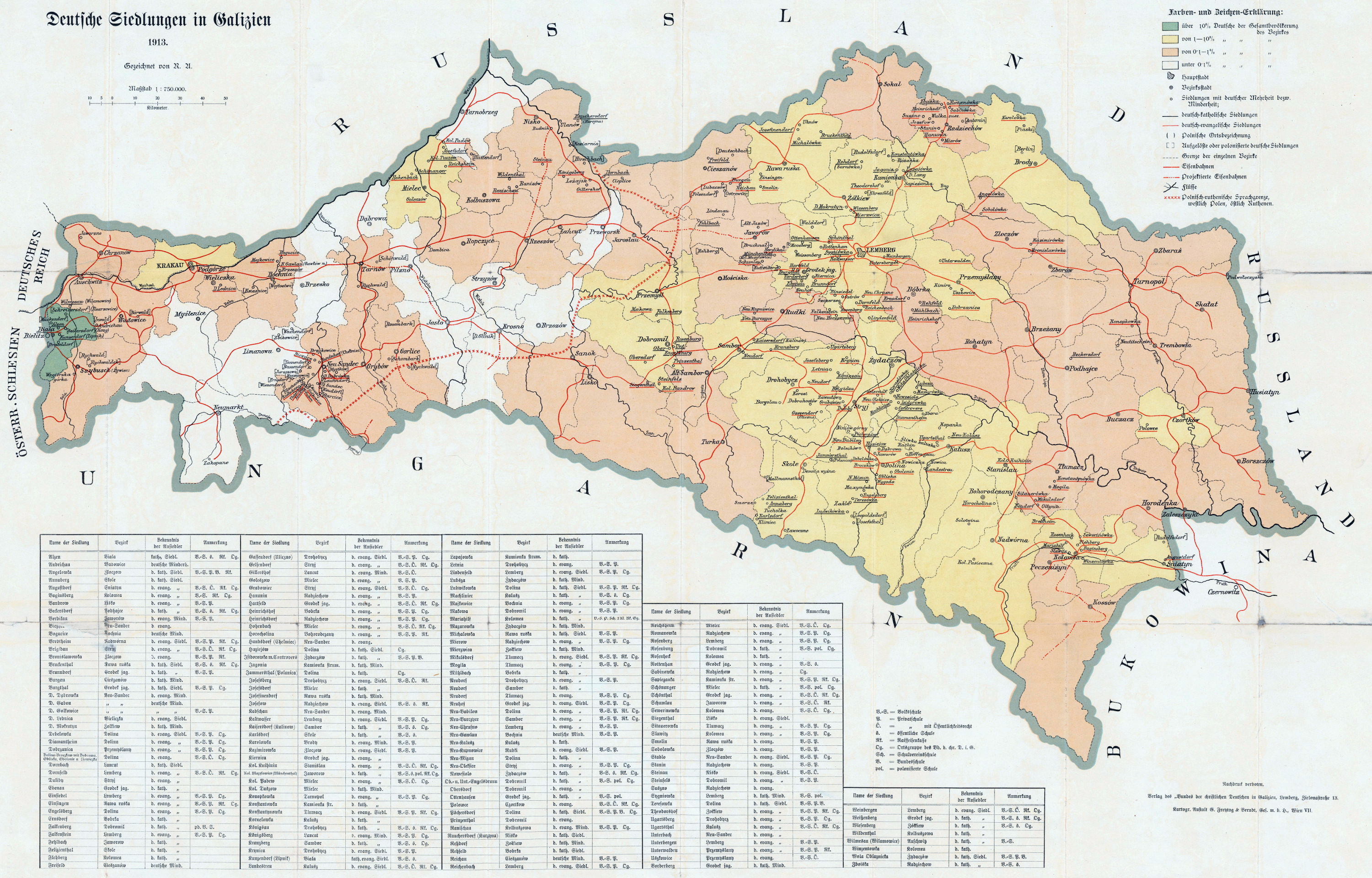
Немецкие поселения в Галиции 1913 г.

### Поселения с 1774 года

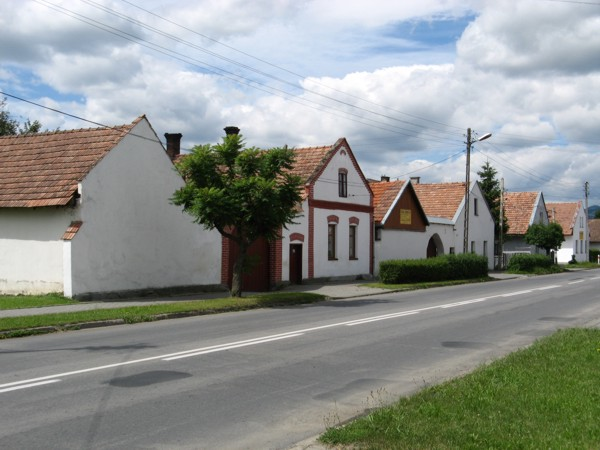
Поселение Иосифовой колонизации в Голковицах Дольных (Голковицы Немецкие)

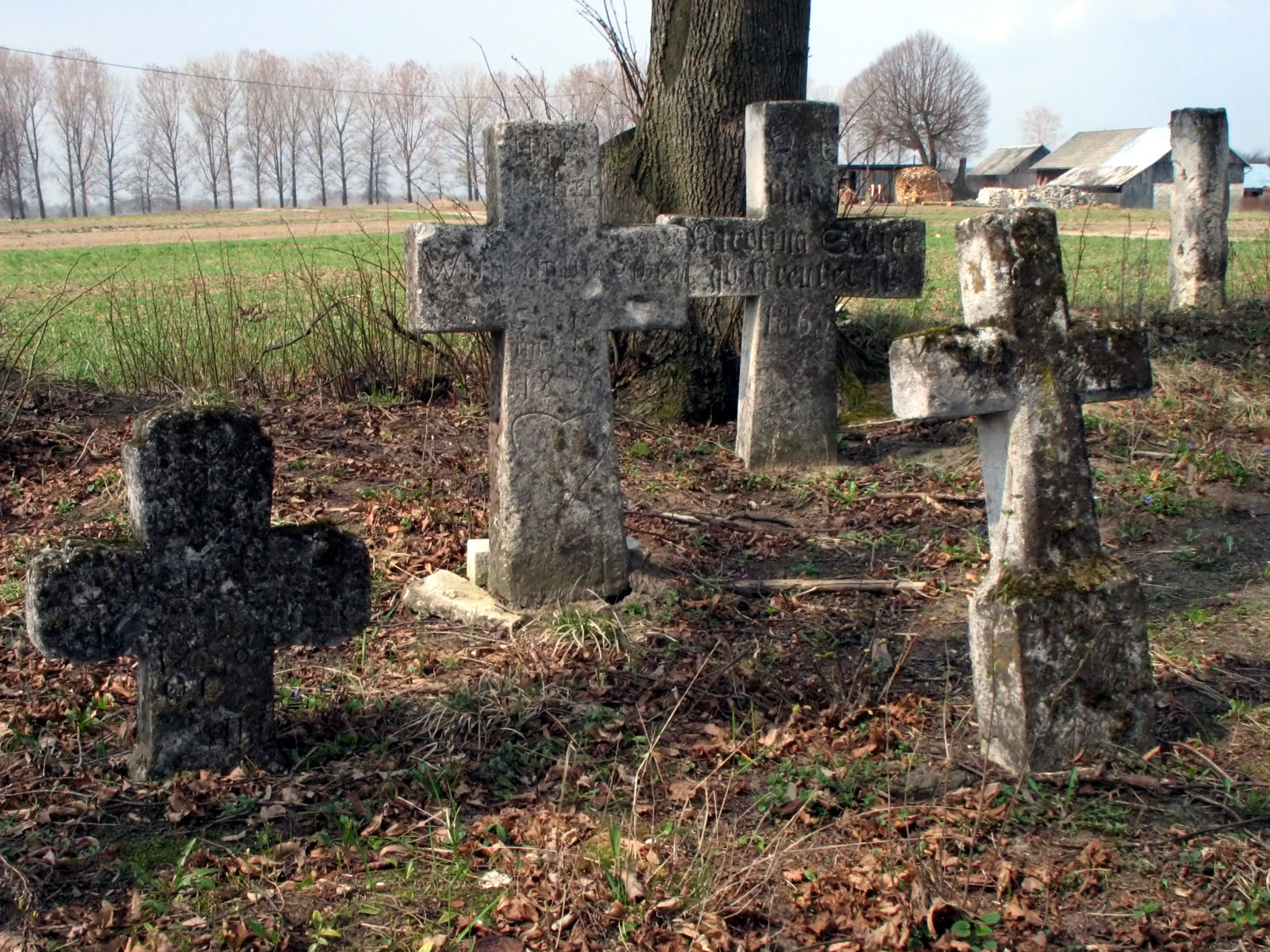
Бывшее евангелическое кладбище в Брусно (Брутцен)

Сразу после первого раздела Польши около 1774 года австрийская императрица Мария Терезия приказала ремесленникам из Германской империи поселиться в Лемберге. После смерти императрицы в 1780 году при императоре Иосифе II началась фактическая колонизация страны, названной его именем — Иосифова колонизация.
С патентом на поселение 1781 года были заложены условия для поселения фермеров и ремесленников из Германской империи. Прежде всего это касалось выделения земли и освобождения от налогов на несколько лет. Патент Иосифа II о терпимости от 1781 года позволил людям других вероисповеданий впервые поселиться в католической Австрии. Этим объясняется высокая доля евангельских христиан среди поселенцев в Галиции.

### Происхождение поселенцев
После того, как эдикт Фонтенбло был принят, многие люди, происходившие из протестантских беженцев, перебрались из Пфальца и Баденского региона в Галицию. Среди них были и радикально реформаторские меннониты, жившие в Галиции в нескольких поселениях близ Лемберга: первоначально в трех поселениях: Айнзидель (18 семей), Фалькенштайн (7 семей) и Розенберг (3 семьи). Позже были образованы поселения: Нойхоф, он же Вейсмановка (1830 г.), Керница (1848 г.), Горожанна (1850 г.), Мостки (1854 г.), Вишенка (1862 г.), Эренфельд-Блышиводы (1864 г.), Тростянец в Яворовском районе (1870 г.), Добровляны (1871 г.), Липовцы (1872 г.), Подусильная (1872 г.). В 1880—1883 годах 73 семьи меннонитов эмигрировали в Северную Америку. В 1909 году меннониты образовали первую и единственную меннонитскую общину Лемберг-Кирница.
Вербовщики кайзера сосредоточили свои усилия, в частности, на Пфальце и Сааре, поскольку эта область Германской империи, был особенно обедневшей из-за частых войн с соседней Францией. Это объясняет, почему большинство фермеров и ремесленников, иммигрировавших в Галицию между 1782 и 1785 годами, говорили на пфальцском диалекте. Те поселенцы, которые прибыли из других частей Германского рейха, составляли меньшинство на своей новой родине, и они не могли утвердиться в последующем.
Во время эмиграционного движения XVIII в. — в начале XIX века оберамт Винвайлер, который был анклавом в Пфальце, и принадлежал Передней Австрии, также играл особую роль. Многие галицийские немцы либо прибыли непосредственно из сел Оберамта, либо были выходцами из других областей Пфальца. В связи с этим, в 1781 году, в Виннвейлере был создан специальный рекрутинговый центр для эмигрантов из Галиции.
Большинство людей из Пфальца сначала двинулись вверх по Рейну в Шпейер, а затем между Шварцвальдом и Оденвальдом в Ульм. Из Ульма спускались по Дунаю в так называемом Ульмер Шахтель (Ульмеская шкатулка) в Вену. Ульмские шкатулки были дешевыми лодками, которые плыли по Дунаю только в одну сторону, так как в конце пути их продавали на дрова.
Путешествие продолжалось по суше из Вены. Большие группы везли в конных экипажах через Брно, Оломоуц, Моравский Нойштадт, Белиц в Краков и оттуда в пункты назначения.

### Первые поселения
Списки поселений австрийских властей между 1782 и 1785 годами показывают, что за этот период в Галицию переехало 3216 семей с 14 669 людьми. Учреждение хуторов для переселенцев не могло угнаться за этим натиском, так что с 1785 г. количество переселенцев было ограничено, потому что людей, ожидавших в лагерях своего поселения, приходилось распределять по хуторам. Так продолжалось до 1789 года. В 1790 году умер император Иосиф II, и с этим закончилась так называемая Иосифова колонизация.
Вторая волна иммиграции при императоре Франце привела в Галицию гораздо меньше людей.
Начиная с 1790 года, польские землевладельцы также начали проявлять интерес к приему поселенцев, поскольку теперь они признавали преимущества немецких и чешских поселенцев для сельского хозяйства. Таким образом, к востоку от границы Иосифовой колонизации возникло большое количество частных фондов. Поселенцев привозили в страну, им давали расчистить лес за определённую плату, и им разрешалось использовать полученную таким образом землю в качестве сельскохозяйственной собственности.
В 1804 году для Галиции было образовано отдельное евангелическое управление.

### Иммиграционная волна 1810 г.
После 1810 года произошла третья, меньшая волна иммиграции из католического Эгерланда, в результате которой, среди прочего, появились колонии Махлинец и Мариагильф. В период между 1811 и 1848 годами частные помещики все чаще заселяли фермеров и лесных рабочих из Богемии. Чешские поселенцы переселялись, например, в Смоще (Сможе), Климез и Тухолку. После эпидемии чумы или холеры в районе Смоще местный помещик Карл Шейфф, около 1835 года, набрал новых поселенцев из Западной Богемии. Он основал три новых колонии, которые назвал в честь себя и членов своей семьи: Карлсдорф (основана в 1838 году, ныне в составе села Климец), Аннаберг (названа в честь жены Анны, основана в 1835 г.) и Фелициенталь (названа в честь сына Феликса, также основана в 1835 г.).

### Эмиграция в Америку в конце XIX века
С конца XIX в. около 27 000 галицких немцев эмигрировали в Америку. В результате немецкие поселения исчезли, немцы стали меньшинством из-за притока украинцев и поляков. Немецкие школы и церкви пришлось закрыть. Кроме того, часть немцев эмигрировала в Западную Пруссию и Познань, завербованные прусским правительством.
В 1900 году в Галиции проживало около 80 000 немецких христиан. Остальные немецкоязычные жители, участвовавшие в переписи (более 212 000 человек), в основном были евреями, говорящими на идиш — идиш считался немецким диалектом в Австро-Венгрии, и его носители считались немцами в соответствии с установленной национальной политикой — за исключением самых западных районов Галиции, особенно Бяла-Краковска, где евреи на самом деле часто говорили на верхненемецком языке.
Чтобы противостоять этой эмиграции, пастор Теодор Цёклер основал в 1907 году Союз немцев-христиан в Галиции вместе с немцами-протестантами и католиками. Немецкий народный совет Галиции должен был представлять интересы австрийских властей. В 1914 году Союз немцев-христиан Галиции действовал в составе 108 местных групп.

### Во Второй Польской Республике
С 1920 года Галиция вошла в состав основанной Второй Польской Республике. Положение галицийских немцев в последующие годы ухудшилось из-за давления со стороны польских властей. В 1923 году был запрещен Союз немцев-христиан Галиции. Важнейшим представителем галицийских немцев оставался суперинтендант Теодор Цёклер в качестве главы евангелической церкви А. и Н. В. в Малопольше.

### Переселение в 1939 году

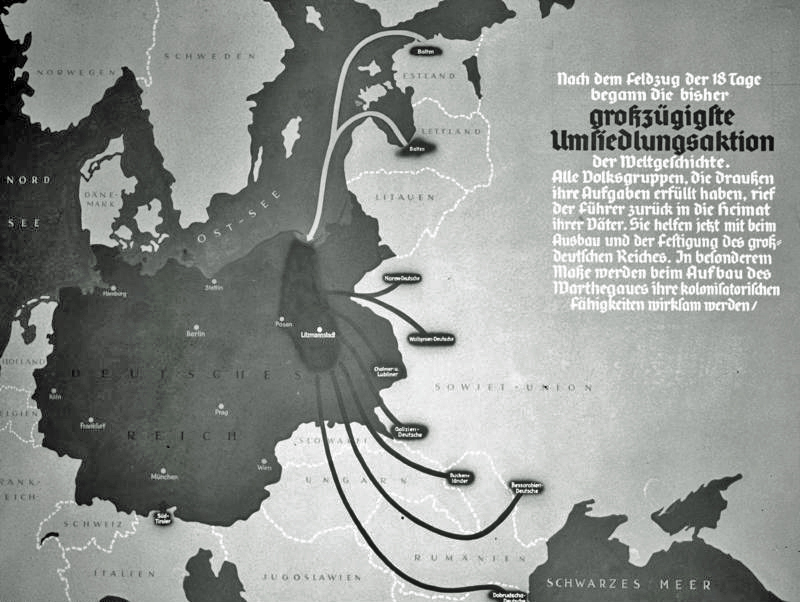
Самая щедрая кампания по переселению в мировой истории, пропагандистский плакат о колонизации Вартегау

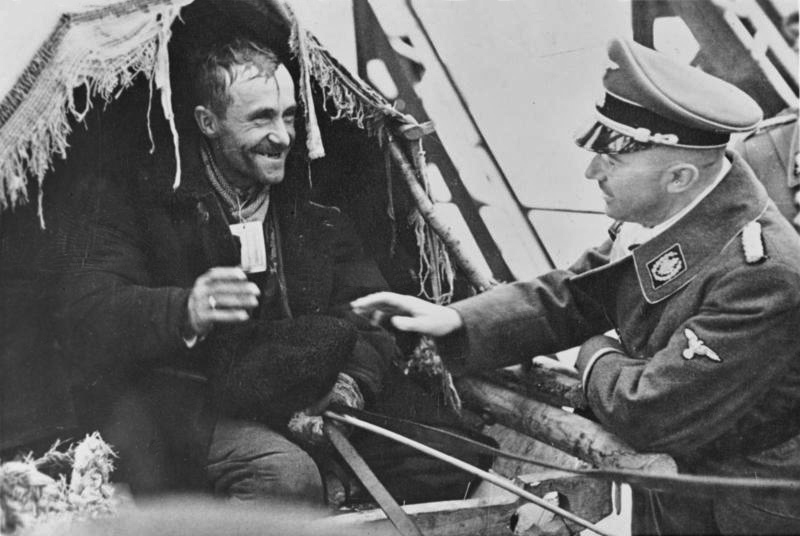
Галицкий немецкий поселенец, справа Генрих Гиммлер, недалеко от Перемышля (1940 г.).

После присоединения восточной Галиции к Советскому Союзу, в конце 1939 года, большинство галицийских немцев были переселены в Германский Рейх.
Около 80 % переселенцев из Галичины и Волыни были вывезены на советской стороне поездами до границы с Германией. Лагеря были созданы на пограничных переходах для перевозки переселенцев, прибывших нерегулярно и без предварительного уведомления. Чтобы лагеря не были переполнены, переселенцев по прибытии концентрировали в приемных лагерях в Лодзи, Пабьяницах, Згеже и Калише, а затем разделяли на четыре группы расовой оценки. Небольшая часть переселенцев была переселена в Германский рейх (группа расовой классификации IV), а большая часть — в окрестности Лодзи. Под давлением обстоятельств эмигрировало в общей сложности 54 095 галицийских немцев, большинство из которых поселились в Вартеланд.

### После 1945 г.
В 1946 году пастор Цёклер основал Комитет помощи немцам Галиции A. u. HB в диаконической работе EKD e. В в Стаде. Ассоциация оказывала помощь галицко-немецким беженцам, если они в ней нуждались. "Первоначально задачами были пастырская, материальная и культурная забота о беженцах, разбросанных по всей Германии, то есть выездное обслуживание, воссоединение семьи, помощь в размещении, консультации по поводу намерений эмиграции и т. д.

## Язык
Большинство галицийских немцев говорили на пфальцском и швабском диалектах. Галицийско-немецкие диалекты были записаны и описаны в Пфальцском словаре.

## Места поселения немцев в Галиции
В связи с разделением Галиции между нынешними Польшой и Украиной, места поселений в списке помещены по их современной страновой принадлежности.

### Польша

#### Район Бяла и Зайбуш
К моменту образования Галиции немецкое население уже проживало на западе, вокруг Бялы (Липник, Халцнув, Коморовице, Виламовице). Позже некоторые немецкие колонии были основаны в Зайбушерских Бескидах, особенно в Жабнице. В Живце и его нынешних районах Заблоче и Спорыш также проживали немецкие меньшинства.
- Псия Долина (Хундсталь), район Сидзины ниже Полицы.
- Рыцерка Колония, деревня Рыцерка-Гурна, основанная в 1873 году.
- Златна Колония, основанная в 1819 году рядом со стекольным заводом.
- Жабница, основанная в 1850 году.

#### Район Ной-Сандес

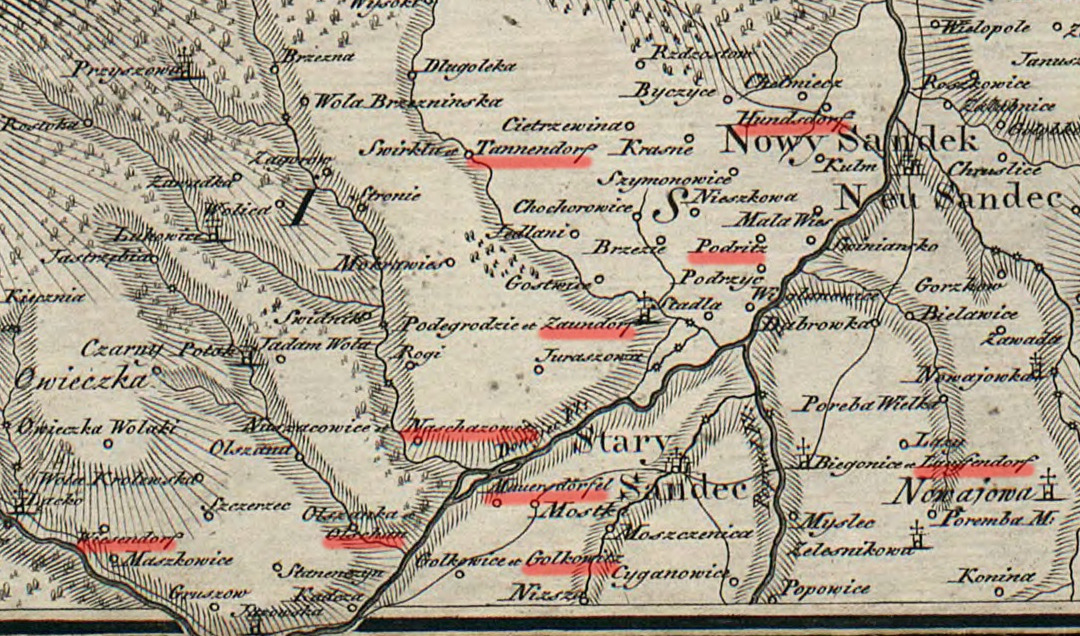
Некоторые колонии вокруг Ной-Сандез (1797 г.)

Колонии Сандес были основаны на камерных поместьях Старого Сандеса во время Иосифовой колонизации. К 1789 году в районе Нового Сонча поселилось 235 немецких семей. Обычно они были небольшими и были в значительной степени полонизированы, особенно после 1860 года, но в 1921 году более 500 человек в Новосондецком повете объявили немецкое гражданство (большинство 124 человека в Домбровке-Немецкой). Протестанты (в 1921 году их было почти 1400 человек, в основном немецкого происхождения) имели два прихода в Стадле и Новом Сонче. Колония Жозефины по образцу Голковиц-Дольне и с деревянной церковью из Стадлы была реконструирована в музее под открытым небом в Фальковой.
- Барцици-Немецкие (Deutsch Bartschitz), основанная в 1787 году, католик.
- Базцы-Немецкие (Deutsch Bischitz), основанная в 1788 году, лютеранская.
- Бегонице (Лауфендорф), ныне район Новы-Сонч, основан в 1783 году, смешанный католико-лютеранско-реформатский.
- Хелмец (Хундсдорф), основанный в 1783 году, смешанный католический, лютеранский и реформатский.
- Добровка-Немецкая (Neu/Deutsch Dąbrówka), ныне район Нового Сонча, основана в 1787 году, лютеранский.
- Габонь-Немецкий (Deutsch Gaben), основанный в 1783 году, смешанный католический и реформатский.
- Голковице-Немецкие (Deutsch Golkowitz), основанные в 1783 году, смешанные католико-лютеранско-реформатские.
- Гай (Хутвайде), деревня Свинярско, основанная в 1784 году, смешанная лютеранско-реформатская.
- Юрасова (Йоргенау).
- Кадча (Кадшау), основанная в 1785 году, смешанная лютеранско-реформатская.
- Лонцко (Визендорф), основан в 1783 году, католик.
- Мокра Весь (Нассендорф), основанная в 1788 году, лютеранская.
- Моравина (Морава), деревня НМощеницаижняя, основанная в 1784 году, смешанная католико-лютеранская.
- Мысткув (Мюсткау), основанный в 1788 году, католик.
- Нашацовицы (Naschatowitz), основанный в 1783 году, смешанный лютеранско-реформатский.
- Ольшанка (Ollschau), основанная в 1784 году, реформирована.
- Пёнткова, основанная в 1788 году, лютеранская.
- Подегродзе (Заундорф), основано в 1784 году, лютеранское.
- Поджече (Унтербах), основанный в 1783 году, смешанный лютеранско-реформатский.
- Ритро, основан в 1788 году, лютеранин.
- Стадла (Стадлау), основанная в 1788 году, лютеранская.
- Подмаерц (Neudörfel или Mayersdörfel) основан в 1784 году на территории надворной постройки в Старом Сонче, смешанный католически-лютеранский.
- Стшешице (Вахендорф), основанный в 1783 году, смешанный католический, лютеранский и реформатский.
- Щереж (Эрнсдорф), основанный в 1784 году, смешанный лютеранско-реформатский.
- Сверкла (Таннендорф), основанная в 1783 году, смешанная лютеранско-реформатская.
- Свинярско (Pigsinger), основанный в 1788 году, лютеран.
- Загожин, основан в 1788 году, католик.
- Жбиковице (Биковиц), основанный в 1783 году, смешанный лютеранско-реформатский.
- Стара Весь (Weber), ныне деревня Тенгобоже.

#### Зальцберг район
Колонии возле Зальцберга были основаны в ходе Иосифовой колонизации на камерных поместьях в городе Неполомице. У протестантов был приход в Новом Гавлове (Новый Габлау) и две евангелические школы (в Гавлове и Богуциче).
- Богучицы (Boguschitz), основанные в 1783 году, смешанные лютеранско-реформатские.
- Братучице (Bartutschitz), основанный в 1783 году, католический.
- Ходенице (Тринитатис), ныне город Бохни, основанный в 1785 году, смешанный католико-лютеранско-реформатский.
- Гавлув-Новый (Ной Габлау), основанный в 1784 году, смешанный католико-лютеранский.
- Клай (Клай), основанный в 1784 году, лютеран.
- Кшечув, основан в 1783 году, лютеран.
- Ксенжнице (Фюрстенау), основанная в 1783 году, лютеранская.
- Ледница-Немецкая (Deutsch Lednitz), основанная в 1784 году, лютеранка.
- Майковице-Нове (Ной Майковиц), основанная в 1784 году, смешанная католическая, лютеранско-реформатская.
- Неполомице (Неполомиц, Хайденау), основанный в 1783 году, католический.
- Камионна (Штайндорф), основанная в 1785 году, смешанная католико-лютеранская.
- Вуйтоство (Фогтсдорф), ныне район Бохни, основанный в 1785 году, смешанный католически-лютеранско-реформатский.

#### Сандомир и Лежайский край

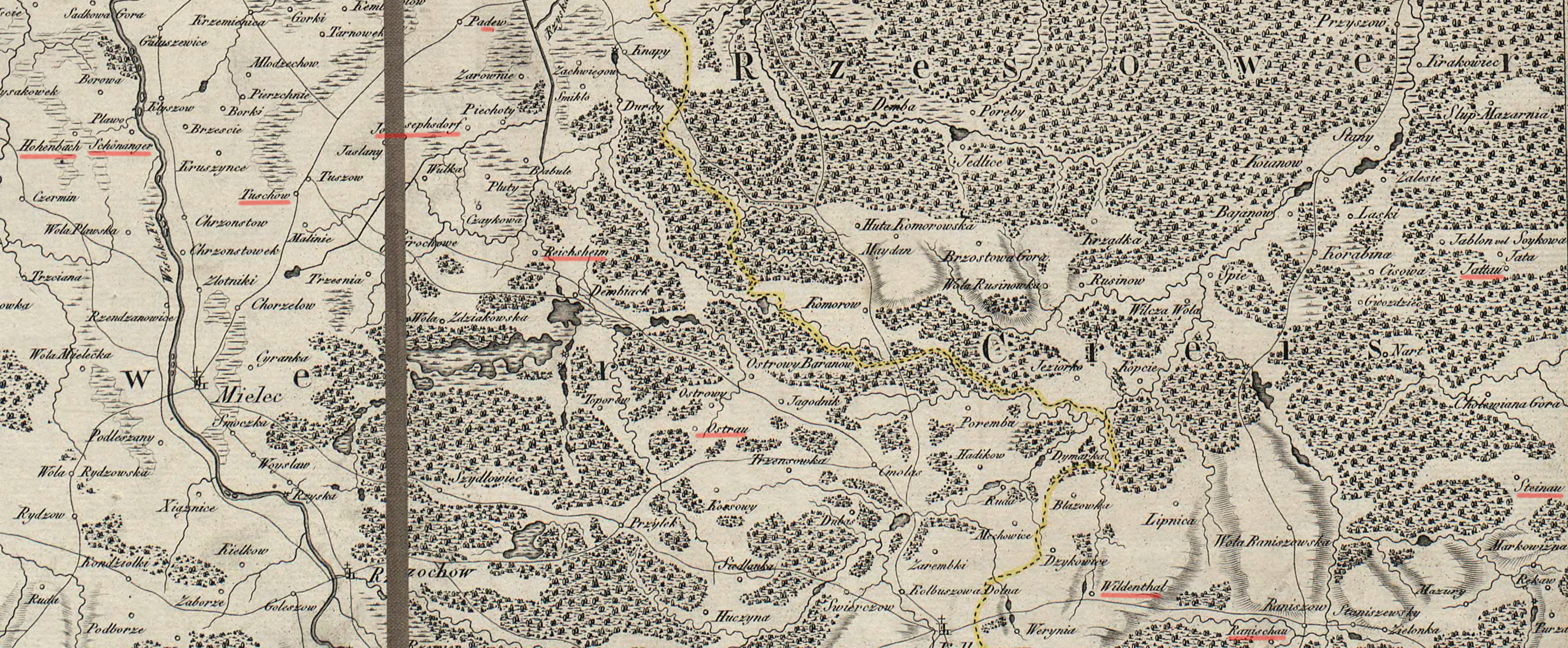
Некоторые колонии вокруг Мелца (1797 г.)

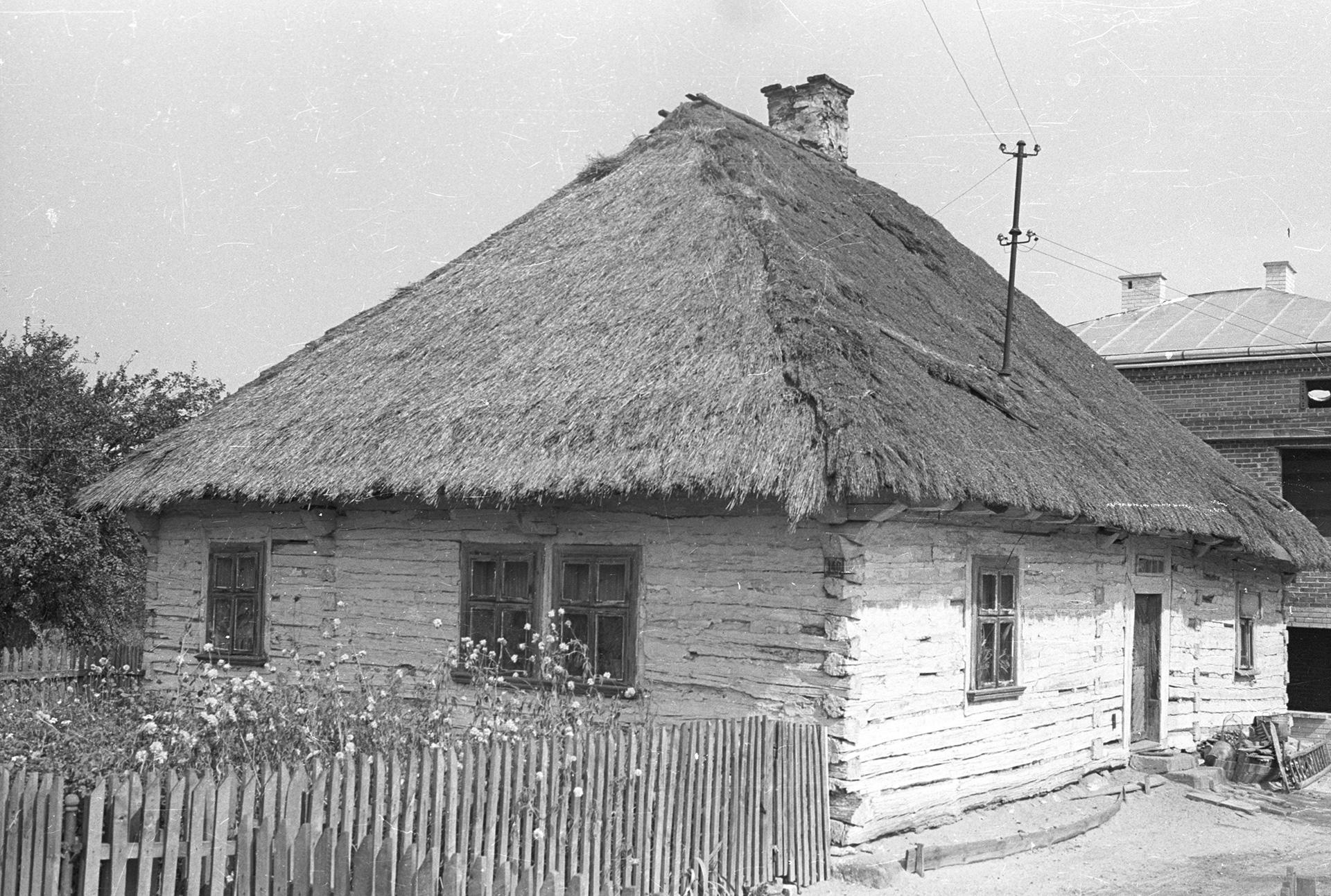
Дом немецких колонистов в Ранижуве/Ранишау.

Колонии между Вислой и Саном были основаны в ходе Иосифовой колонизации на камерных поместьях Сандомир и Лежайск. Колонии вокруг Мелеца создали неформальное колониальное сообщество Падью. У протестантов был приход в Ранижуве (Ранишау) с отделением в Новы-Камене (Штейнау). Приход в Сарнуве (Райхсхайм) был переведен в Чермин (Гогенбах) в 1867 году. Был также приход швейцарского происхождения в Кенигсберге.
Сандомир:
- Чермин (Гогенбах), основанный в 1783 году, смешанный католико-лютеранско-реформатский.
- Голешув (Голешау), основанный в 1853 году.
- Джата-Колония (Джаттау), основанная в 1783 году, смешанная католико-лютеранская.
- Cameralne на территории Ежове, основанный в 1783 году, католический.
- Юзефув (Йозефсдорф), основанный в 1783 году, католик.
- Клишув, основанный в 1784 году, католик.
- Островы-Тушовские Колония (Сандлаутер или немецкая Острава), основанная в 1783 году, католическая.
- Падев-Колония (первоначально Фальбрунн), основанный в 1783 году, католик-лютеранин.
- Ранижув (Ранишау, первоначально Майнхоф), основанный в 1783 году, смешанный лютеранско-реформатский.
- Куржина-Велька (Гросс-Раухерсдорф), основанная в 1783 году, католичка.
- Куржина Средняя (Раухерсдорф) на территории Куржины Малой (Кляйн Раухерсдорф), основанная в 1783 году, католико-лютеранская.
- Сарнув (Рейхсхайм), основанный в 1783 году, смешанный лютеранско-реформатский.
- Орлов (Шёнангер), основанный в 1783 году, католик.
- Новы-Камень (Штейнау), основанный в 1783 году, смешанный лютеранско-реформатский.
- Тушувская Колония (Tuszow, первоначально Bruskenheim), основанная в 1783 году, смешанная католико-лютеранско-реформатская.
- Новы-Дзиковец (Вильденталь), основанный в 1783 году, католик.
- Вулька-Таневская (Танефсау), основанная в 1783 году, католичка.
- Пшебендов (Преппендорф), основанный в 1852 году.
- Воля-Плавска (Вайценбах/Вайценбринг), основанная в 1942 году поселенцами из Ранишау и Вильденталя.
- Сулехов (Sulichow), основанный в 1818 году.
- Гуттенвальд или Гюттендорф, польская Буда, небольшое поселение немецких лесников к западу от Гуты-Коморовской.

Лежайск:
- Тарнавец (Дорнбах), основанный в 1786 году, католик.
- Гидларова (Гиллерсхоф), основанная в 1784 году, реформированная.
- Заставна-Гура (Кёнигсберг) на территории Воли-Зарчицкой, основанная в 1786 году, реформирована.
- Баранувка (Хиршбах), основанная в 1801 году.
- Лукова Немцы

#### Любачевский район
Колонии были основаны в ходе Иосифовой колонизации на Любачевских камерных поместьях. У протестантов был приход в Подлесье (Райхау).
- Кароловка (Бургау), основанная в 1783 году, католическая.
- Поток-Яворовский (Фельбах), на территории Кобыльницы Русской, основанный в 1783 году, католический.
- Домбкув (скальная деревня), основанный в 1783 году, реформированный.
- Коваловка (Фрайфельд), основанная в 1783 году, католическая.
- Островец, ныне район Любачева, основан в 1783 году, смешанный католико-лютеранский.
- Подлесье (Рейхау), основано в 1783 году, лютеранское.
- Полянка-Горинецка (Дейчбах), основанная в 1785 году, смешанная католическая и реформатская.

В Любачевском районе на территории современной Украины:
- Дзевенцеж (Эйнинген), основан в 1783 году, лютеран.
- Липовец (Линденау), основанный в 1783 году, смешанный лютеранско-реформатский.
- Смолинская колония, основанная в 1783 году, лютеранская.

#### Добромыльский район
Сравнительно большими были колонии в Добромильских камерных поместьях близ Устшики-Дольне. Колонисты в основном прибыли из Пфальца. У протестантов был приход в Бандров Колония (нем. Бандров Хохвальд).
- Бандров-Колония (нем. Bandrow Hochwald), основанная в 1783 году, смешанная лютеранско-реформатская.
- Зигенталь, на территории Береги Дольне, основан в 1788 году, лютеран.
- Фалькенберг, на территории Хуйско, основанный в 1783 году, смешанный католико-лютеранский.
- Макова Колония (Гохберг), основанная в 1783 году, смешанная лютеранско-реформатская.
- Штайнфельс на территории Стебника, основанный в начале XIX века. Века смешанный католико-лютеранско-реформатской.
- Оберсдорф, на территории Крощенко, основанный в 1784 году.

В Добромыльском районена территории современной Украины:
- Энгельсбрунн (ныне район Добромыля).
- Принценталь, на территории Смеречны, основан в 1784 году, смешанный лютеранско-реформатский.
- Рошево (Розенбург) на территории Пьетнице, основанный в 1783 году, католический.

### Украина
родовые поселения

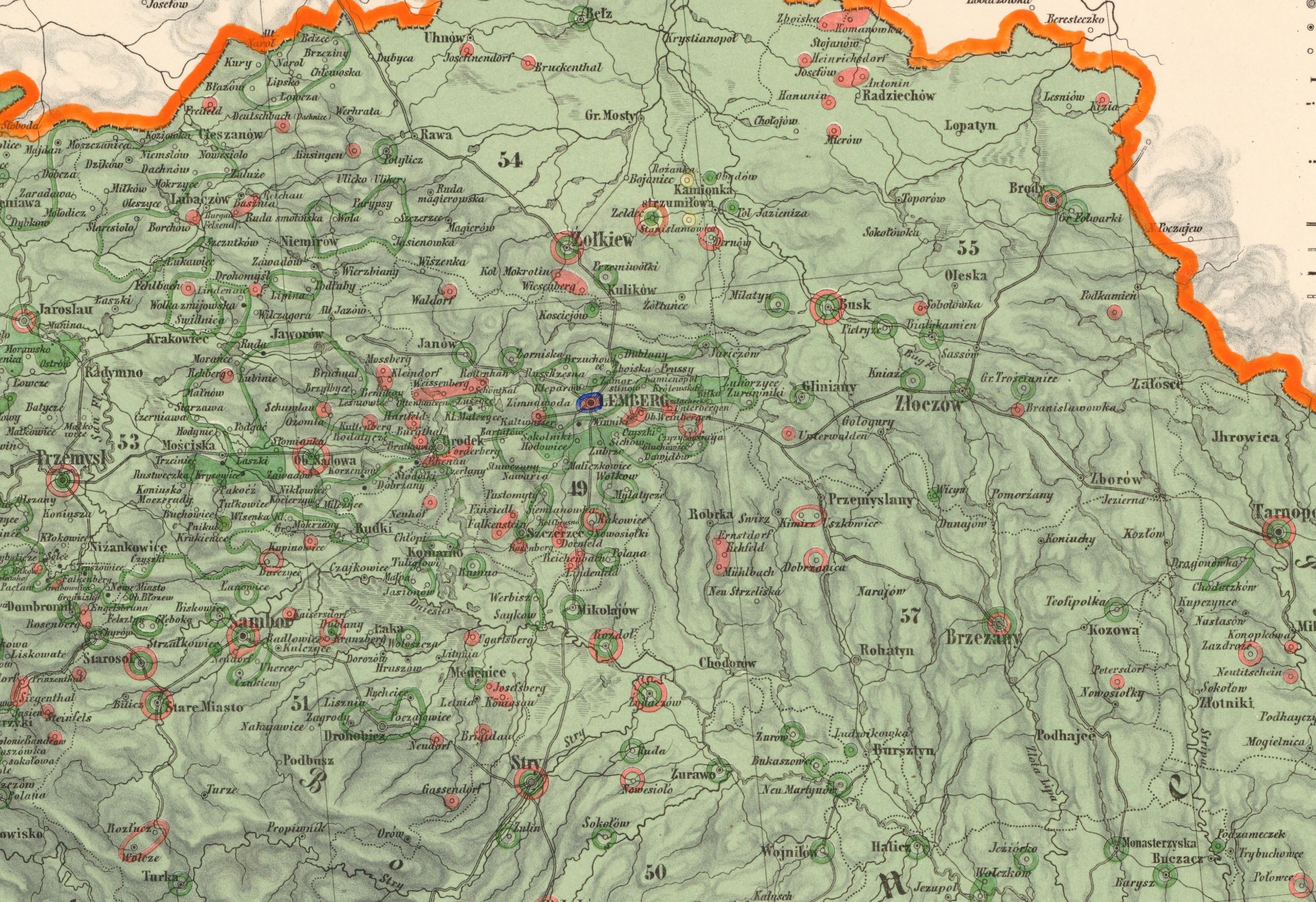
Языковые острова в районе Лемберга (карта 1855 г.)

- Аннаберг (укр. Нагірне/ Nahirne), основанный в 1835 году.
- Беккерсдорф (ныне часть Новоселки) основан в 1784 году.
- Бригидова (укр. Ланівка/ Ланівка), основанная в 1783 году.
- Брукенталь (сегодня часть Хлевчаны) основан в 1786 году.
- Брундорф (сегодня часть Керницы) основан в 1788 году.
- Бургталь (сегодня часть Галичаны) основан в 1788 году.
- Дойч-Смолин (Смолин), основанный в 1783 году.
- Дорнфельд (совр. Тернополье), основанный в 1786 году.
- Эбенау (ныне часть Стодилки) основан в 1786 году.
- Айнзинген (сегодня часть Девятир) основан в 1783 году.
- Айнзидель (совр. Одинокое), поселение меннонитов — основано в 1786 году.
- Энгельсбрунн (ныне район Добромыля), основан в 1783 году.
- Эрнсдорф (совр. Благодатовка), основанный после 1786 года.
- Фалькенштейн (совр. Соколовка), меннонитское поселение — основано в 1784 году.
- Гельзендорф (совр. Загорное), основан в 1784 году.
- Гассендорф (ныне часть Уличное), основанный в 1784 году.
- Хартфельд (ныне часть Речичан) основан в 1783 году.
- Йозефов (совр. Йосиповка), основанный в 1783 году.
- Йозефсберг (совр. Коросниця), основанный в 1785 году.
- Кайзердорф (совр. Калинов), основанный в 1783 году.
- Кенигсау (совр. Ровное), основан в 1783 году.
- Ландштрау (совр. Зелений Яр/ Selenyj Jar), основанный в 1783 году.
- Линденау (сегодня часть Липовца), основанный в 1783 году.
- Линденфельд (совр. Липовка), основанный в 1784 году.
- Махлинец, основанный в 1823 году.
- Мариагильф (ныне часть Коломыи), основанный в 1811 году.
- Мирау основан в 1785 году и разрушен во время Второй мировой войны; расположен между Узловым и Дмитривом.
- Мокротинская колония (совр. Видродження), основанная в 1786 году.
- Моосберг (ныне часть Подлубы), основанный в 1785 году.
- Мюльбах (ныне часть Пятничаны), основанный в 1786 году.
- Мюнхенталь (совр. Мужиловичи), основанный в 1783 году.
- Нойдорф (совр. Новое Село), основанный в 1783 году.
- Ней-Хрусно (ныне часть Хоросно), основан в 1789 году.
- Ней-Олексице (сегодня часть Алексичи), основан в 1786 году.
- Принценталь (сегодня часть Терло), основанный в 1784 году.
- Реберг (разрушен; южнее Сарны), основан в 1788 г.
- Мюльбах (ныне часть Серники), основанный в 1786 году.
- Райхенбах (ныне часть Красов), основанный в 1784 году.
- Розенберг (ныне часть Ширец), поселение меннонитов — основано в 1786 году.
- Розенбург (совр. Рожевое), основанный в 1783 году, католик.
- Роттенган (сегодня часть Поречья), основанный в 1785 году.
- Шонталь (Карачинов), основанный в 1785 году.
- Оттенхаузен (совр. Затока), основанный в 1786 году.
- Угарцберг (польск . Wypuczki, укр. Випучки/ Wyputschky) основан в 1785 году и разрушен во время Второй мировой войны; располагался к западу от Горского.
- Угартсталь (сегодня часть Сивка-Калушская), основанный в 1785 году.
- Унтерберген (совр. Подгорное), основан в 1785 году.
- Унтервальден (сегодня часть Подгайчики), основанный в 1784 году.
- Вайссенберг (ныне часть Добростаны), основанный в 1784 году.
- Визенберг (сегодня часть Мервичі/ Мервичи возле Куликова, 15 км к северу от Лемберга), основанный в 1786 году.

Немецкое поселение в существовавщих славянских поселениях

- Болехов
- Новый Вавилон (ныне часть Болехова); Еврейский фонд

Позже основанные немецкие поселения

- Фелизенталь (совр. Долиновка), основанный в 1835 году.
- Эхренталь (совр. Чистополье)
- Дойч-Ланы (совр. Забужжье), основан в 1804 г.
- Ягония (совр. Ягодня), основанная в 1804 году.
- Сапежанка, основанная в 1804 году.
- Рехдорф (совр. Сарновка), основанный в 1883 году.
- Сигнёвка (сегодня Сигнёвка/Сигнёвка в западной городской зоне Львова)
- Корнелевка, основанная в 1820 году.
- Нойдорф (совр. Новое Село)
- Людвиковка (совр. Мысловка), основанная в 1832 году.
- Криволанка (сегодня район на юге Каменки-Бугской)
- Карлсдорф (сегодня часть Климеза), основанный в 1835 году.
- Бредтхайм (ныне часть Седлище), основанный в 1881 году.
- Микульсдорф (ныне часть Отынии), основанный в 1848 году.
- Рудольфсдорф (Стецовка)
- Аугустдорф (ныне часть Снятына), основанный в 1836 году.
- Ней-Тыцен (польск . Nowy Tyczyn, разрушен после 1945 г., расположен к северо-востоку от Панталиха)
- Мальмансталь, основанный около 1820 г. к югу от Майдана.
- Теодорсгоф (совр. Высокофедоровка), основанный в 1824 году.
- Брониславовка и Казимировка (ныне часть Плугова), основанные в 1836 году.
- Нейхоф или Вейсмановка (совр. Залужаны)
- Бердиков (ныне часть Бердичева), основан в 1783 году.
- Кляйндорф (ныне часть Молошковичи), основанный в начале XIX века.
- Добжаница Колония (ныне часть Добржаничей), основанная в 1785 году.
- Куттенберг (ныне часть Молошек)
- Ситауэровка (совр. Новая Липовка), основанная в 1838 г.
- Диамантейм (совр. Широкое Поле, ныне район Великой Турьи), основан в 1901 г.
- Бредтхайм (сегодня район Сидлище), основанный в 1881 году.
- Константиновка и Могила (сегодня районы Гостива)
- Нойдорф (сегодня часть Струпкова), основанный в 1842 году.
- Хайнрихсдорф (ныне часть Сушно)
- Хайнрихсдорф (совр. Линия), основан в 1883 году.
- Эренфельд, меннонитская слобода, ныне Чистополье (Львов), 1864 г.
- Романовка и Сабиновка, сегодня Сабановка
- Горохолина, 1803 г.
- Фордерберг, предместье Городка, 1788 г.
- Вальдорф, район Грудек Ягеллонский, в районе военного полигона Яворов
- Малинище Бродовского района.
- Энгельсберг, Ангеловка (совр. Ангеловка), основан в 1811 году.
- Ангелувка, ныне Ангеловка, Злочевский район
- Соболувка (сегодня часть Рославы), округ Злочув, основан в 1829 г.